# هداية القرآن
هداية القرآن (الأردية: ہدایت القرآن) هو تفسير سني كلاسيكي، بدأه محمد عثمان كاشف هاشمي الذي أكمل تفسير الأجزاء من 1 إلى 9، وأكمله بعد وفاته سعيد أحمد بالانبوري في عام 2016. وقد صدر في 8 مجلدات عن مكتبة الحجاز. قام بعض طلاب بالانبوري بترجمة الكتاب إلى البنغالية ونشرته مكتبة المدينة عام 2021.

## المنهجية
وقد اتبع المؤلف أسلوبًا مُوحدًا في الكتابة في جميع تفسيراته. ووضع أسفل الآيات القرآنية ترجمات منهجية للكلمات العربية إلى اللغة الأردية. ويتبع ذلك شرح يبين فيه ما إذا كانت السورة مكية أم مدنية، ويذكر عدد الآيات والركوع، ويسرد الموضوعات الرئيسة بالترتيب المتسلسل، مع شرح موجز لكل موضوع لتسهيل الفهم. ويُسليط الضوء على النقاط المهمة، ويُدرج عناوين منفصلة في بعض الأحيان لتنظيم المحتوى. في ختام السور الكبرى والصغرى، يُلخص النقاط الرئيسة بخط عريض لتسهيل الحفظ. يستشهد أيضًا بالمصادر التي أخذ عنها أثناء تأليف التفسير بشكل متكرر، وغالبًا ما تتضمن مقتطفات من النصوص العربية الأصلية، مع الإشارة إلى المراجع في أسفل الصفحات.

## طالع أيضًا
- قائمة أعمال التفسير
- قائمة الكتب السنية

## روابط خارجية
- النسخة الأردية الكاملة